# Gorboduc (pièce de théâtre)
Pour les articles homonymes, voir Gorboduc.

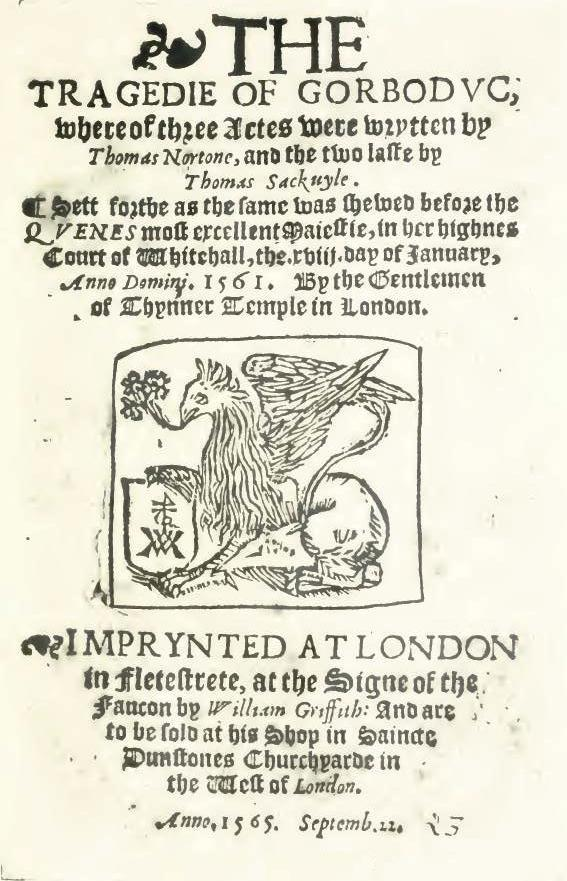
Page titre de The Tragedie of Gorboduc, édition de 1565

Gorboduc est une tragédie appartenant au théâtre élisabéthain, écrite par deux étudiants d'Inner Temple, Thomas Norton et Thomas Sackville. Cette pièce est jouée en décembre 1561 à Inner Temple, à l'occasion des fêtes de Noël, et le 18 janvier 1562 à Whitehall en présence et à la demande de la reine, Élisabeth Ire.
Cette pièce est considérée comme la première tragédie anglaise, grâce à l'introduction de trois nouveautés : 
1. C'est la première pièce historique basée sur l'histoire ancienne britannique.
2. Son sujet est traité à la manière du théâtre antique.
3. Pour la première fois au théâtre, elle est écrite dans un mélange de vers rimés et de vers blancs anglais[3].

## Argument
La pièce raconte la fin du règne de Gorboduc, antique roi d'une Grande-Bretagne légendaire. Vieillissant, il veut partager de son vivant son royaume entre ses deux fils, Ferrex et Porrex. Mais ceux-ci se querellent, et le cadet tue l'aîné. La reine, qui préférait l'aîné, tue le cadet pour le venger. Le peuple, ému par ces cruautés, se rebelle contre le roi et la reine et les tue. Les nobles s'unissent et écrasent de façon terrible la rébellion populaire. Mais la mort des princes rend la transmission de la couronne incertaine, et les nobles s'engagent dans une guerre civile, provoquant la mort de beaucoup d'entre eux et de leurs descendants, laissant le pays pour longtemps vide et ruiné. 

## Personnages
- Gorboduc, roi de Grande-Bretagne
- Videna, reine et femme de Gorboduc
- Ferrex, fils aîné de Gorboduc
- Porrex, fils cadet de Gorboduc
- Clotyn, duc de Cornouailles
- Fergus, duc d'Albany
- Mandud, duc de Leagre
- Gwenard, duc de Cumberland
- Eubulus, secrétaire de Gorboduc
- Arostus, un conseiller de Gorboduc
- Dordan, un conseiller affecté par le roi à son fils aîné, Ferrex
- Philander, un conseiller affecté par le roi à son fils cadet, Porrex
- Hermon, un parasite de Ferrex
- Tyndar, un parasite de Porrex
- Nuntius, un messager
- Marcella, une dame de compagnie de la reine
- Chœur, quatre vieux sages de Grande-Bretagne

## Auteurs
En 1561, le plus âgé des deux auteurs, Norton, a 29 ans. Il est entré à Inner Temple en 1555, et son ouvrage principal est la traduction de Institution de la religion chrétienne de Calvin cette même année. Il devient plus tard un homme de loi et un puritain strict. Le second, Sackville, a 25 ans lorsque leur pièce est jouée. Par sa mère, il est cousin de la reine, dont il est proche pendant sa jeunesse. Il fréquente Oxford et Cambridge, et bien qu'il étudie également à Inner temple, il ne semble pas être inscrit à ce Collège de droit. Toutefois en 1561, son père en est le gouverneur. En 1567, il est créé baron Buckhurst et devient une étoile montante au Parlement. La pièce a été éditée par l'historien, érudit littéraire et professeur d'université Joseph Spence.

## Analyse
Le récit s'inspire de l'Historia regum Britanniae (Histoire des rois de Bretagne), livre II chapitre XVI, de Geoffroy de Monmouth, un évêque et historien anglo-normand qui la rédige entre 1135 et 1138. Gorboduc, ce roi légendaire, aurait vécu au VIIe siècle av. J.-C. Le choix de cette histoire a pu être suggéré à ses auteurs universitaires par sa ressemblance avec les épisodes sanglants d'Œdipe ou des Atrides, tandis la vengeance, principal moteur de l'ouvrage, révèle l'influence de Sénèque. Le point de départ, l'idée généreuse d'un vieux roi désireux de partager son royaume entre ses descendants qui aboutit à une tragédie, se retrouve dans Le Roi Lear de Shakespeare, qui s'était inspiré du même ouvrage de Geoffroy de Monmouth.
En plus de son côté novateur, cette pièce se fait l'écho des préoccupations de la nation anglaise au sujet de l'avenir de la dynastie Tudor. En effet, Élisabeth Ire, dernier enfant vivant d'Henri VIII, montée sur le trône quatre ans plus tôt, et qui approche des trente ans à l'époque de la pièce, n'est pas mariée. Elle décédera d'ailleurs quarante ans plus tard sans descendance, laissant le trône d'Angleterre à la branche écossaise des Stuart. Gorboduc est donc une mise en garde contre la faillite du pouvoir. Au moment où s'éveille la conscience nationale, l'absence de descendance fait craindre à moyen terme la division du royaume et la guerre civile. En ce sens, Gorboduc affirme que l'État ne doit pas céder devant les factieux, et qu'il ne doit pas hésiter à lever des troupes pour réprimer durement ceux qui voudraient bouleverser l'ordre établi.
Kimball King prétend que Sackville et Norton ont introduit par cette pièce le vers blanc au théâtre, en empruntant cette innovation à Henry Howard, comte de Surrey, poète anglais du début du XVIe siècle.